# Kokerliggerbrug

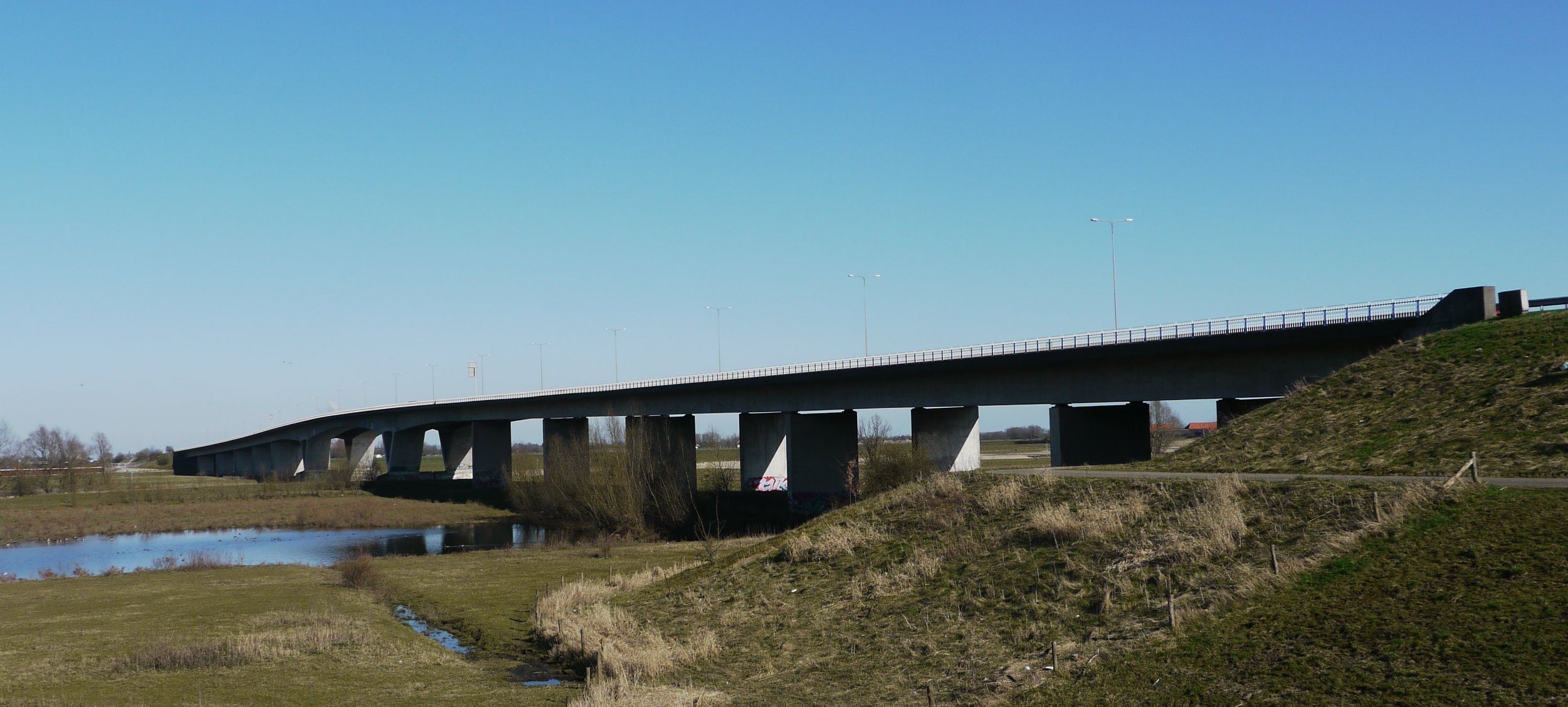
De Andrej Sacharovbrug bij Arnhem is een kokerliggerbrug.

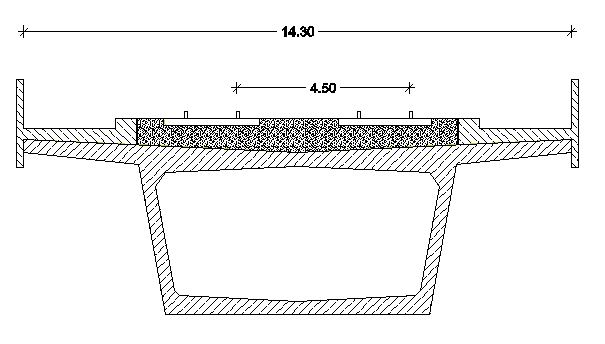
Doorsnede van de kokerliggerbrug Kasemühletalbrücke bij Sehlem.

De kokerliggerbrug is een type brug voor middelgrote overspanningen tot ruim 100 meter. 
Dit type brug is een liggerbrug waarvan de ligger is uitgevoerd als koker, meestal rechthoekig of trapeziumvormig en uitgevoerd in beton of staal. Doordat zo'n koker een hoge torsiestijfheid heeft, kan bij tussensteunpunten van de brug in principe volstaan worden met een enkel steunpunt. Begin- en eindpunt van de brug worden wel over de volledige breedte gesteund.